# استقلال از پس‌زمینه
استقلال از پس‌زمینه شرطی در فیزیک نظری و به خصوص در گرانش کوانتومی است که لازم می‌دارد معادلات اساسی یک نظریه مستقل از شکل خاص فضازمان و مقادیر میدان‌های گوناگون در آن باشند و به خصوص به یک دستگاه مختصات یا متریک خاص اشاره نکنند. این حالت‌های خاص باید به عنوان پاسخ‌های مختلف معادلات اساسی به‌دست آیند.